# Frederik Peeters
Ne doit pas être confondu avec Benoît Peeters.
Pour les articles homonymes, voir Peeters.
Frederik Peeters est un auteur de bande dessinée suisse, né le 14 août 1974 à Genève.
Remarqué en 2001 après la sortie de son ouvrage consacré au VIH Pilules bleues (2001), c'est l'un des auteurs suisses contemporains les plus réputés. Il est également connu pour ses séries de science-fiction Lupus (2003-2006), Koma (2003-2008) et Aâma (2011-2014), cette dernière remportant le Prix de la série au festival d'Angoulême 2013.
Frederik Peeters fait partie des auteurs suisses les plus influents : Le Soir le décrit comme « un prodige de la nouvelle génération suisse de la bande dessinée » et Le Figaro le cite comme « l'un des auteurs les plus doués de sa génération ».

## Biographie
En 1995, il obtient un diplôme en communication visuelle (ESAA, Genève). À l'âge de 26 ans, il dessine pour des journaux, des entreprises et des associations. Il exerce ensuite le métier de bagagiste pendant trois ans avant de travailler dans la bande dessinée. En 1997, il publie sa première bande dessinée Fromage et Confiture, ainsi que Comment rigoler avec vos amis (B.ü.L.b comix) puis il signe Brendon Bellard aux éditions Atrabile l'année suivante. En parallèle, il participe à des revues de bande dessinée.
En 2001, il réalise Les Miettes sur un scénario de Ibn Al Rabin aux éditions Drozophile ; néanmoins, cet album ne plaît pas à l'éditeur. Sur la suggestion d'un ami, il rédige un roman graphique autobiographique : Pilules bleues. Il y narre son histoire d'amour avec Cati, séropositive et mère d'un fils lui aussi séropositif. Cette œuvre est alors la seule, après Jo, qui évoque ouvertement le VIH. Le livre reçoit un accueil critique très favorable ; il a connu quelque douze rééditions et fait l'objet d'une adaptation remarquée par la chaîne Arte, sous le même titre. L'artiste se déclare plutôt satisfait du résultat. Une version augmentée de l'ouvrage voit le jour en octobre 2013.
En 2002, L'Association édite Constellation ; reprenant la collaboration avec Ibn Al Rabin, Peeters dessine Friture (éd. Me Myself). Cette même année, l'artiste reçoit le Prix Rodolphe-Töpffer de la ville de Genève ainsi qu'une nomination au Festival international de la bande dessinée d'Angoulême pour Pilules bleues.
En 2003, il lance deux nouvelles séries : Lupus chez Atrabile et Koma chez Les Humanoïdes associés, cette dernière en collaboration avec Pierre Wazem. Après quatre nominations au festival international de la bande dessinée d'Angoulême, le quatrième tome de Lupus est élu comme l'un des « essentiels d'Angoulême » en 2007. Il reçoit la même distinction l'année suivante, pour RG tome 1, Riyad-sur-Seine chez Gallimard, coscénarisé avec Pierre Dragon.
En 2008, il publie Ruminations chez Atrabile puis, l'année suivante, Pachyderme chez Gallimard. Le même éditeur publie en 2010 Château de sable, sur un scénario de Pierre Oscar Lévy. À partir de 2011, il publie en solo la série de science-fiction Aâma, qui compte quatre volumes. Cette série lui vaut le prix de la BD du Point et, l'année suivante, le volume deux, La Multitude invisible reçoit le prix de la série au festival d'Angoulême. S'associant à Loo Hui Phang, qui écrit le scénario, Peeters dessine le western L'odeur des garçons affamés (Casterman, 2015), qui obtient le prix Landerneau 2016. Ensuite, il co-écrit avec Serge Lehman le scénario de L'Homme gribouillé, dont il signe le dessin (Delcourt, 2018).
En 2019 paraît Saccage, bande dessinée muette, chez Atrabile composé de 75 planches couleur format à l'italienne. On y suit le protagoniste, homme mutant à la peau jaune fluo, évoluer dans un monde post-apocalyptique onirique et violent, parsemé de très nombreuses références graphiques. Dans l'avant-propos, Peeters déclare avoir été influencé par le roman Stalker des frères Strougatski et La Supplication de Svetlana Alexievitch ainsi que par La Chute des Damnés de Rubens et les fresques du Campo Santo à Pise. Il cite plus d'une centaine de références dans la post-face, tant artistiques (peinture, dessin, animation, cinéma) que narratives, ainsi que des images médicales et scientifiques, des photos de presse, des miniatures du Moyen Âge, etc.
Deux ans avant la sortie du Règne animal (2023), Peeters a travaillé pendant 6 mois avec le réalisateur Thomas Cailley sur les créatures mi-humaines mi-animales du film,. Ces concept arts ont ensuite servi de base à des character designers spécialisés en morphologie pour créer les modèles définitifs.

## Style

### Influences
Frederik Peeters voue une profonde admiration aux œuvres d'Hergé et de Mœbius : « Jean Giraud/Moebius comme Hergé sont des références pour moi ». Il est également très marqué par les travaux d'Art Spiegelman, Jacques Tardi, Dave McKean et Franquin.

## Œuvres

### One shot
- Comment rigoler avec vos amis, B.ü.L.b comix, collection « 2[w] », 1997
Scénario, dessin et couleurs : Frederik Peeters

- Fromage Confiture, Atrabile, 1997
Scénario et dessin : Frederik Peeters

- Brendon Bellard, Atrabile, collection « g_9.81 », 1998
Scénario et dessin : Frederik Peeters

- Les Miettes, Drozophile,  (ISBN 2-940275-06-8), 2001
Scénario : Ibn Al Rabin - Dessin : Frederik Peeters

- Pilules bleues, Atrabile, collection « Flegme »,  (ISBN 2-9700165-6-7), 2001
Scénario et dessin : Frederik Peeters

- Constellation, L'Association, collection « Mimolette »,  (ISBN 2-84414-105-6), 2002
Scénario et dessin : Frederik Peeters[18]

- Friture, Me Myself, 2002
Scénario : Ibn Al Rabin - Dessin : Frederik Peeters - Couleurs : Andréas Kündig

- Onomatopées, Cadrat Éditions, 2004
Scénario et dessin : Frederik Peeters - (ISBN 2-9700258-5-X) ; Tirage limité à 500 exemplaires

- Le Début de la fin, B.ü.L.b comix, collection « 2[w] », 2005
Scénario, dessin et couleurs : Frederik Peeters

- Pax ! Savoir vivre ensemble à l'école, JCEG,  (ISBN 2-8293-0291-5), 2005

- Clic... sur ton futur !, EPFL, 2006

- Paroles sans papiers, Delcourt, collection « Hors collection »,  (ISBN 978-2-7560-1085-4), 2007

- Ruminations, Atrabile, collection « Fiel »,  (ISBN 978-2-940329-55-7), 2008
Scénario, dessin et couleurs : Frederik Peeters

- Pachyderme, Gallimard,  (ISBN 978-2-07-062704-2), 2009
Scénario, dessin et couleurs : Frederik Peeters

- Château de sable, Atrabile, collection « Bile blanche »,  (ISBN 978-2-940329-72-4), 2010
Scénario : Pierre-Oscar Lévy - Dessin : Frederik Peeters

- Le jour où ça bascule, Les Humanoïdes Associés, collectif  (ISBN 978-2-7316-2569-1), 2015
Scénario, dessin et couleurs : Frederik Peeters

- L'Odeur des garçons affamés, Casterman,  (ISBN 978-2-203-09717-9), 2016
Scénario : Loo Hui Phang - Dessin et couleurs : Frederik Peeters

- L'Homme gribouillé, Delcourt,  (ISBN 978-2-7560-9625-4), 2018
Scénario : Serge Lehman - Dessin et couleurs : Frederik Peeters

- Saccage, Atrabile,  (ISBN 978-2-88923-080-8), 2019
Scénario, dessin et couleurs : Frederik Peeters

- Oleg, Atrabile,  (ISBN 978-2-88923-096-9), 2021
Scénario, dessin et couleurs : Frederik Peeters

## Distinctions

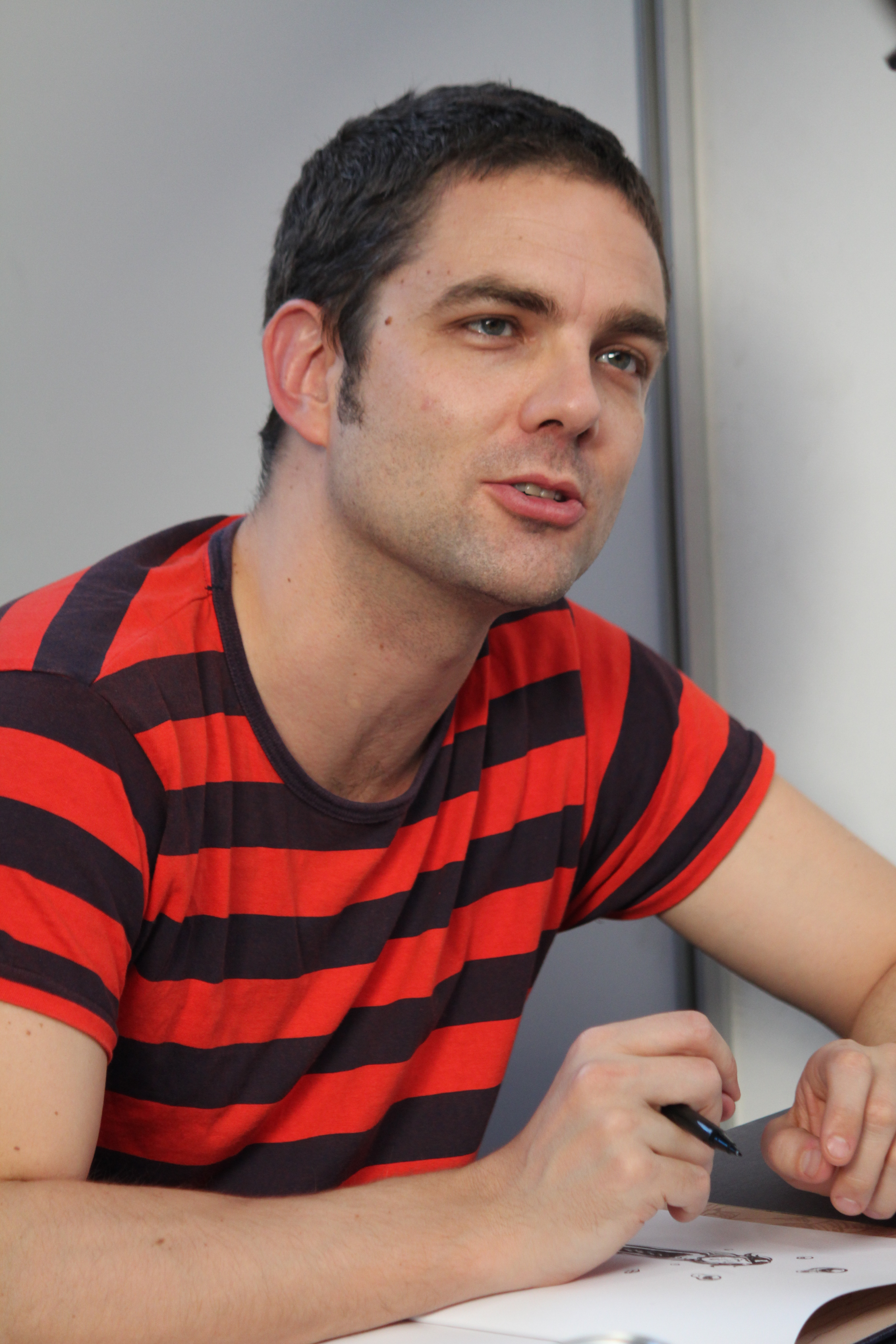
Frederik Peeters à Saint-Malo, lors de Quai des Bulles 2012.

### Récompenses
- 1995 : Prix du Concours des « Nouveaux Talents » du Festival international de la BD de Sierre[réf. nécessaire]
- 2001 : Prix Töpffer de la jeune bande dessinée genevoise pour Pilules bleues
- 2007 :
  - « Essentiels » du festival d'Angoulême 2007 pour Lupus t. 4
  - « Essentiels » du festival d'Angoulême 2008 pour RG t. 1
- 2010 : Prix Töpffer pour Château de sable
- 2012 : Prix de la BD du Point pour Aâma[19] ;
- 2013 : 
  - prix de la série du festival d'Angoulême pour Aâma t.2
  - Grand prix de l’affiche du Quai des Bulles
- 2016 :
  - Prix Saint-Michel du meilleur dessin pour L'Odeur des garçons affamés
  - Prix Landerneau pour L'Odeur des garçons affamés
- 2017 : Prix Jacarbo pour L'Odeur des garçons affamés
- 2019 : prix du meilleur album suisse de bande dessinée au festival Delémont'BD[20]

### Nominations
- Festival d'Angoulême 2002 : sélection officielle pour Pilules bleues
- Festival d'Angoulême 2004 : sélection officielle pour Lupus t.1
- Festival d'Angoulême 2005 : sélection officielle pour Lupus t.2
- Festival d'Angoulême 2006 : Prix de la série pour Lupus t.3
- Festival d'Angoulême 2010 : sélection officielle pour Pachyderme
- Festival d'Angoulême 2011 : sélection officielle pour Château de sable
- Festival d'Angoulême 2012 : sélection officielle pour Aâma t.2
- Festival d'Angoulême 2022 : sélection officielle pour Saint-Elme t.1
- Festival d'Angoulême 2024 : sélection officielle pour Saint-Elme t.4

#### Portraits
- Olivier Van Vaerenbergh et Frederik Peeters, « Des Pilules bleues à Aâma, le parcours sans faute de Frederik Peeters », Le Vif,‎ 5 mars 2015 (lire en ligne).
- La rédaction, « C'est le martien de la BD », Le Parisien,‎ 3 novembre 2014 (lire en ligne).
- Frédérique Pelletier et Frederik Peeters (interviewé), « Peeters, l'helvète underground », dBD, no 3,‎ juin 2006, p. 20-24.
- Philippe Lançon, « Peeters familias. La vie quotidienne d'un couple avec enfant et virus. Gros plan sur un jeune auteur suisse », Libération,‎ 24 janvier 2002.
- Frederik Peeters, Aurélia Vertaldi et Olivier Delcroix, « Frederik Peeters : "J'aime les héros qui tombent" », Le Figaro,‎ 19 novembre 2014.
- « Frederik Peeters lâche la SF pour les grands espaces », Le Matin,‎ 17 avril 2016.
- Frederik Peeters (int.) et Lucie Servin, « Frederik Peeters organise le pillage de ses propres œuvres », Les Cahiers de la bande dessinée, no 8,‎ juillet-septembre 2019, p. 24-35.
- Frederik Peeters (interviewé), « Peeters, le virtuose », dBD, no 25,‎ août 2008, p. 86-87.
- Frederik Peeters (interviewé) et Frédéric Bosser, « Pachyderme... toi-même ! », dBD, no 35,‎ août 2009, p. 48-51.

#### Chroniques
- Philippe Belhache, « BD : Saccage, de Frederik Peeters, une fable apocalyptique expérimentale », Sud Ouest,‎ 9 mars 2019 (lire en ligne).
- Laure Garcia, « Frederik Peeters et son Château de sable », L'Obs,‎ 12 octobre 2010 (lire en ligne).
- M. Ellis, « Saccage de Frederik Peeters, une esthétique du fracas », sur BoDoï, 29 mars 2019.
- T. Pinet, « Château de sable », sur BD Gest', 11 octobre 2010.
- Daniel Couvreur, « Dans l'abîme de l'espèce humaine », Le Soir,‎ 8 octobre 2010.

#### Ressources audiovisuelles
- Jean-Sébastien Létang et Frederik Peeters, « Frederik Peeters : "Le lecteur ne doit pas penser que l’on se moque de lui" », Radio Praha,‎ 12 novembre 2011 (lire en ligne).
- Richard Gaitet, « Frederik Peeters : "Ouvrir la porte de l’enfer" », sur nova.fr, radio Nova, 1er avril 2019.